# Bornumer Holz

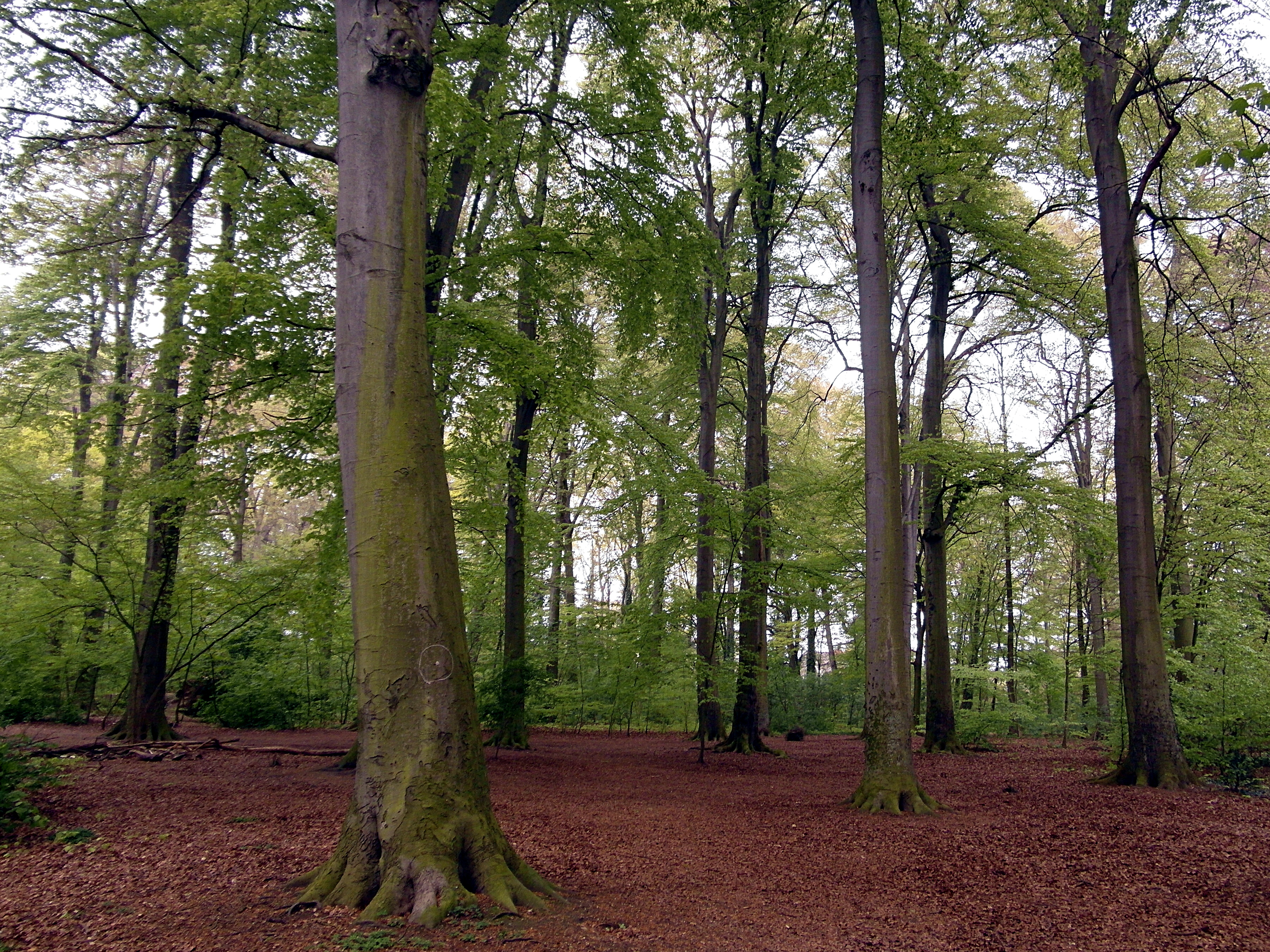
Blick durch den Wald mit Buchenbeständen

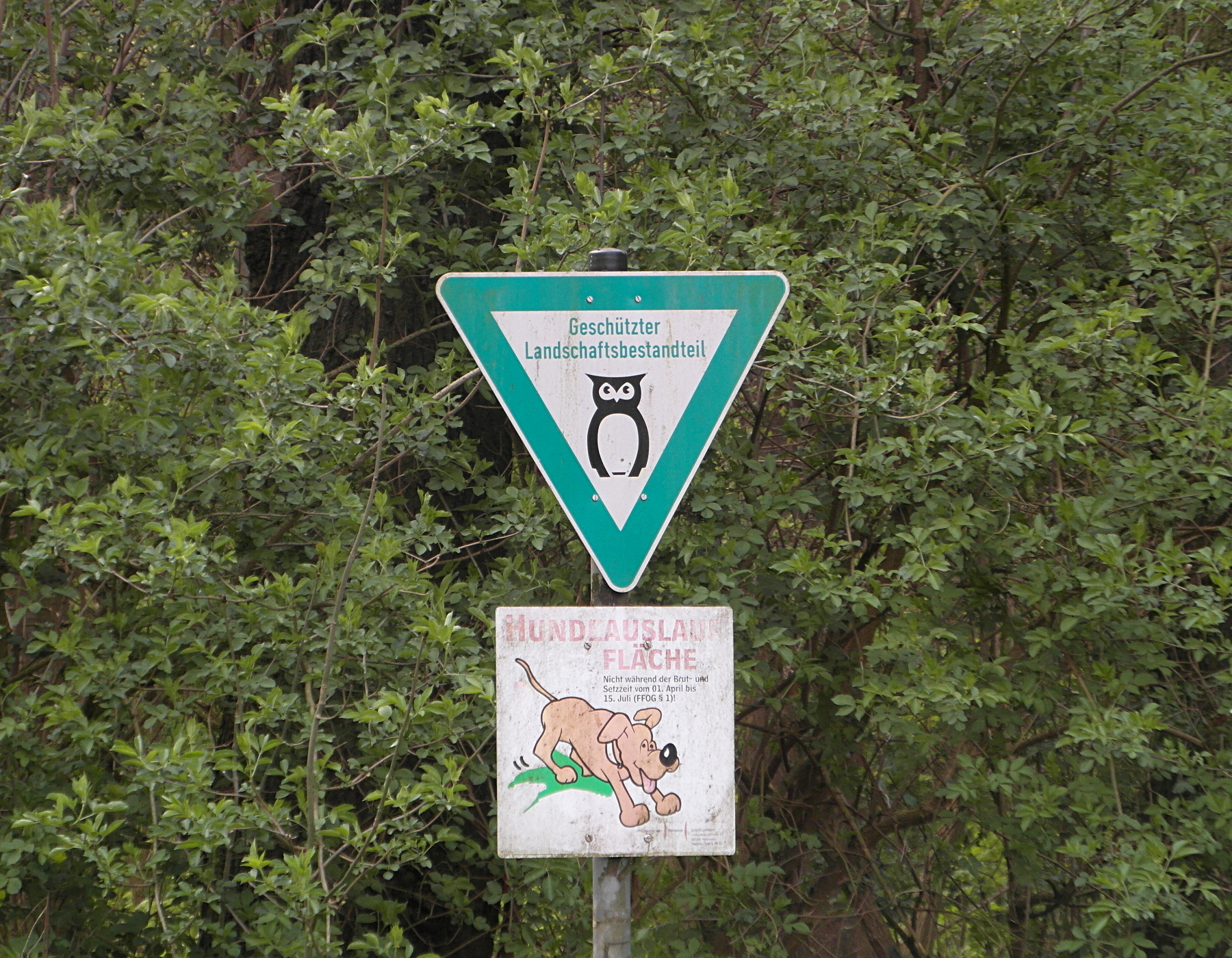
Schild mit der Eule als Zeichen für den Geschützten Landschaftsbestandteil und dem Hinweis auf eine Hundeauslauffläche vor dem Bornumer Holz

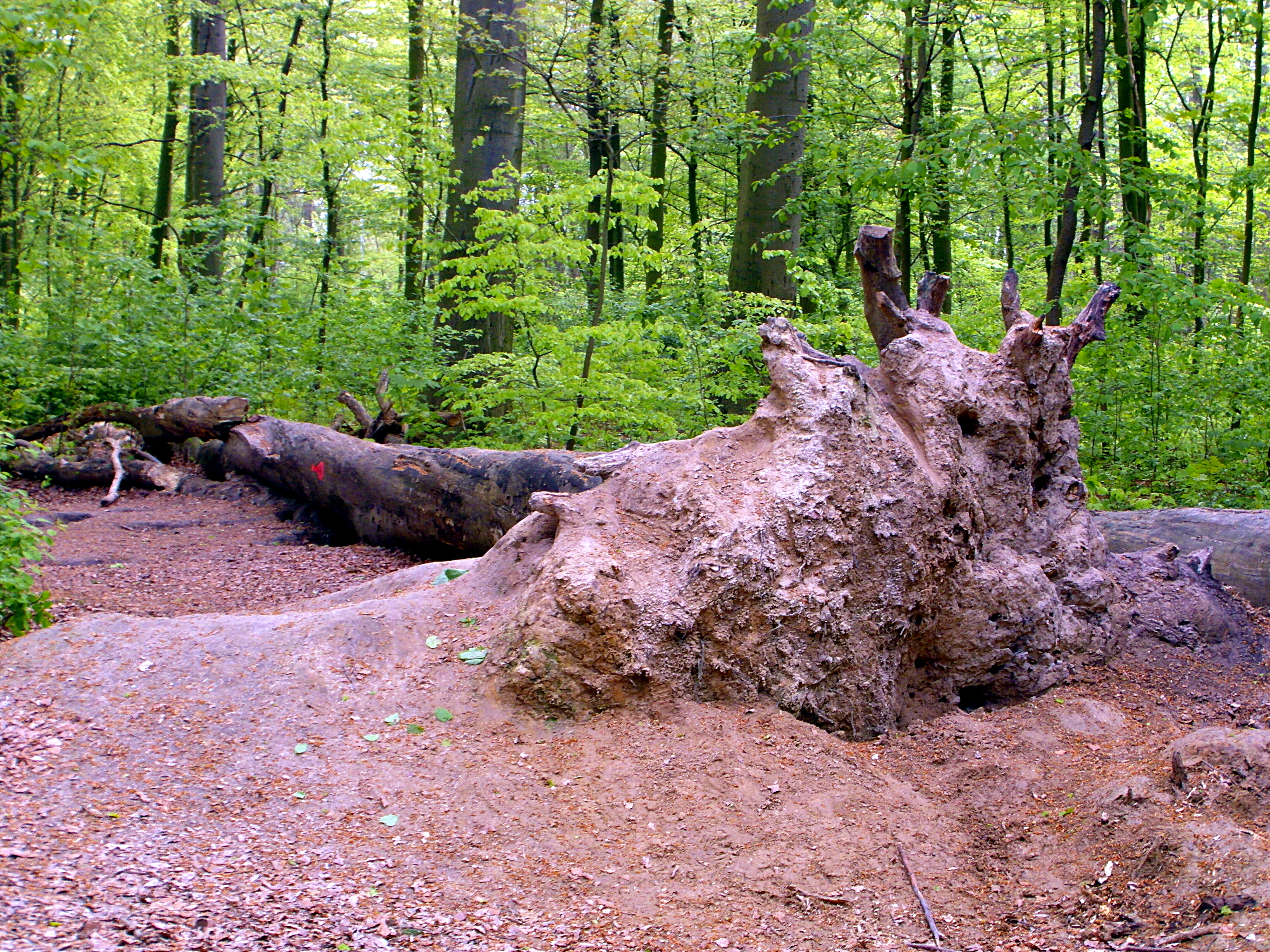
Von seinen Wurzeln abgerissener, umgestürzter Baum;
Aufnahme aus dem Jahr 2016

Das Bornumer Holz in Hannover ist ein kleines Waldgebiet am Fuß des nach Westen auslaufenden Lindener Berges.
Das im Stadtteil Badenstedt gelegene Wäldchen, dem im Osten zahlreiche Schrebergärten vorgelagert sind, ist insbesondere für die Anwohner und Anwohnerinnen „ein wichtiges Naherholungsgebiet“ und stellt „eine grüne Verbindung zum Stadtteil Bornum“ her. Das Gebiet ist durch die Güterumgehungsbahn von Süden und Westen her von Schallemission betroffen.
Zu Jahresbeginn geben Frühjahrsblüher dem Waldstück „einen eigenen Reiz.“

## Geschichte
Von der ursprünglichen und noch im 19. Jahrhundert vorgefundenen Vegetation des Bornumer Holzes und den in der Landwirtschaft vorgenommenen ehemaligen Realteilungen und den Streifenfluren rund um das Waldstück finden sich heute nur noch Reste.
Lange Zeit diente die Flur Bornumer Holz vor allem von den örtlichen Hofstellen-Inhabern als Gemeindewald. Im Jahr 1856 gab es noch dreizehn Bauern in der Gemarkung Bornum – 3 Vollmeier, 2 Halbmeier und 8 Kötner – die zur Zeit der Verkoppelung im Königreich Hannover anteilige Hude- und Weiderechte in dem Waldstück besaßen.
In seiner 1862 veröffentlichten Schrift Die Farnflora von Hannover beschrieb der Botaniker Georg von Holle seltene Pflanzen im Bornumer Holz, die ähnlich denen zuvor von anderen noch am Benther Berg und wenigen anderen Regionen des heutigen Landes Niedersachsen vorgefundenen wurden und zum Teil als „verschollen“ gelten.
Im Zuge der Industrialisierung verkauften die Bornumer Bauern 1881 Teile ihrer nördlichen Feldmark sowie das Bornumer Holz an die Firma Körting, die dort Häuser für ihre Arbeiter errichten wollte; das ab 1890 entstandene Körtingsdorf.
In der Erzählung seiner Jugenderinnerungen berichtete der Schriftsteller Moritz Jahn, dessen Vater in eine Dienstwohnung auf das Gelände der von Georg Egestorff eingerichteten Saline Egestorffshall in Badenstedt versetzt worden war, von einem Spaziergang mit seinen Eltern durch die großteils noch unbebauten Feldfluren des Calenberger Landes bis zum Bornumer Holz und dem dabei gemachten ersten „Walderlebnis“ als Bube. Als Schüler wanderte Moritz Jahn, dessen Familie unterdessen nach Linden umgezogen war, oftmals mit seinen Mitschülern zum nahegelegenen Ihlpohl, in dessen sumpfigen Wasser Stichlinge gefangen werden konnten.
Zur Zeit des Nationalsozialismus erwarb die Stadt Hannover von der Firma Körting im Jahr 1939 das Bornumer Holz, an dem kurze Zeit später das gleichnamige Zwangsarbeiterlager für mehrere tausend Zwangsarbeiter und Zwangsarbeiterinnen eingerichtet wurde. Dieses Lager wurde während des Krieges auch „DAF. Lager. Bornumer-Holz“ genannt.